# 時間よ止まれ (矢沢永吉の曲)
「時間よ止まれ」（じかんよとまれ）は、矢沢永吉の楽曲で5枚目のシングル。1978年3月21日発売。

## 制作

### タイアップ
CBS・ソニーのプロデューサー・酒井政利が、1977年に電通主催「南太平洋・裸足の旅」に参加した際に、サモアで記録された「まるで時間が止まっているようだ」という発言から、「時間よ止まれ」というキャッチコピーが決定し、資生堂のキャンペーン・ソングを作ることになった。キャッチコピーの作成は、資生堂宣伝部の小野田隆雄。「時間よ止まれ」という自立した女性をイメージさせるため、異例だが、敢えて"ロックミュージシャン矢沢永吉"に曲を依頼した。当時CBS・ソニー所属の矢沢のマネージャーからの打診もあり、矢沢に依頼する経緯になった。
1977年暮れ、先に矢沢に作曲の依頼があり、絵コンテのイメージを自分の中で昇華させつつ、ツアーの合間を縫って作曲を始めた。作詞は矢沢の推薦で、山川啓介が起用された。
まず作詞家の山川啓介に詞を依頼。その詞が完成したところ、矢沢から「人の詞は歌いたくない」と断りが入るが、何度も説得したら「条件がある。矢沢、この歌は一生歌わないよ」の返答だった。その後、矢沢の代表曲の1つとなっている。
東芝EMI（現・EMIミュージック・ジャパン）時代から、日本のロック黎明期のプロデュースに携わった石坂敬一は「日本のロックが爆発しないのはシングルヒットがないからだ、などと内田裕也や加藤和彦らと言い合っていたら、自身と関係のないCBS・ソニーで『時間よ止まれ』が当たって、それからキャロル系がどんどん当たって、"日本の"ロックと言わなくてもいい時代に80年代以降なっていきました」と述べている。

### レコーディング
1978年1月、レコーディング。キーボード・坂本龍一、ドラム・高橋幸宏らで、YMOはこの翌月結成された。

## チャート成績
1978年に資生堂のCMソングに採用され、男性ロックミュージシャンと化粧品メーカーの異色のタイアップは、お茶の間の話題を呼び、大ヒット。64万枚を売り上げ、1978年度年間シングル売り上げ9位（オリコン調べ）を記録した。シングルの累計売上はミリオンセラーを記録。テレビ番組「ザ・ベストテン」で初のランクインを果たしたが出演を拒否した。
資生堂VSカネボウによる化粧品キャンペーンソング対決に於ける資生堂側の代表曲である。以降、様々なCMに起用され、2014年には再び資生堂のCMソングに採用された。

## 収録曲
- 全作詞：山川啓介　作曲：矢沢永吉

1. 時間よ止まれ
2. チャイナタウン

## レコーディングメンバー

### スタッフ
- レコーディング：1978年1月7日（土曜日）
- 資生堂サイドのプロデューサー：田代勝彦
- 制作側のプロデューサー・ディレクター：大森昭男（ONアソシエイツ）
- エンジニア：吉野金次

### 参加ミュージシャン
- 坂本龍一：キーボード
- 後藤次利：ベース
- 高橋幸宏：ドラム
- 斉藤ノブ：パーカッション
- 木原敏雄：アコースティック・ギター（NOBODY）
- 相沢行夫：ギター （NOBODY）

## 収録アルバム
時間よ止まれ
- ゴールドラッシュ
- SUBWAY EXPRESS 2（セルフカバー）

チャイナタウン
- ドアを開けろ
- SUBWAY EXPRESS（セルフカバー）

## カバー
時間よ止まれ
- 1992年、Mi-Ke - アルバム『朝まで踊ろう悲しきテディ・ボーイ』
- 1994年、桃井かおり - アルバム『モダンダード』
- 1998年、KOJI-12000（今田耕司） - アルバム『DISGUSTING』（バックの演奏はカシオペアが担当）
- 2001年、木村健吾 - アルバム『稲妻伝説 LEGEND OF KENGO KIMURA』
- 2008年、大友康平 - アルバム『J-STANDARD 70's』
- 2010年、髙橋真梨子 - アルバム『No Reason 2 〜もっとオトコゴコロ〜』
- 2013年、五木ひろし - アルバム『ブルース -BLUES-』
- 2021年、クレイジーケンバンド - アルバム『好きなんだよ』

チャイナタウン
- 2007年、中森明菜 - アルバム『歌姫ベスト 〜25th Anniversary Selection〜』